# Pratiglione
Pratiglione (piemontesisch Prajon) ist eine Gemeinde in der italienischen Metropolitanstadt Turin (TO), Region Piemont.

## Lage und Einwohner
Pratiglione liegt 43 km nördlich von Turin in der Region Canavese. Das Gemeindegebiet umfasst eine Fläche von 8 km² und hat 459 Einwohner (Stand 31. Dezember 2023). 
Die Nachbargemeinden sind Sparone, Canischio, Valperga, Prascorsano, Corio, Forno Canavese und Rivara.

## Geschichte
Der Ortsname erscheint in seiner ältesten Erwähnung aus dem Jahr 1286 als „Prelogno“. In einem späteren Dokument, 1295, erscheint stattdessen die Form „Pradiglono“. Gegen Ende des 14. Jahrhunderts beteiligte sich die lokale Bevölkerung am Tuchini-Aufstand, um sich von der Unterdrückung der Feudalmacht zu befreien. Im 17. Jahrhundert wurde es durch die Einfälle der französischen und savoyischen Armee schwer beschädigt. 
Zu ihrem historisch-architektonischen Erbe gehört die Pfarrkirche San Nicolao mit einem Glockenturm im romanischen Stil, in deren Inneren Beichtstühle und Einrichtungsgegenstände aus dem 17. Jahrhundert erhalten geblieben sind.